# 율곡동
율곡동(栗谷洞)은 대한민국 경상북도 김천시의 행정동이자 법정동이다. 면적은 4.303km2이며, 경북 혁신도시가 조성된 신도시 지역을 관할한다.

## 역사
KTX 김천(구미)역 북쪽에 경북 혁신도시를 조성하면서 남면 용전리를 중심으로 남면 운남리·옥산리·봉천리·초곡리 각 일부와 농소면 월곡리·신촌리 각 일부를 통합해 2014년 1월 2일에 신설되었다.

### 명칭 유래
율곡동(栗谷洞)이란 이름은 김천시 농소면과 남면을 가로지르는 율곡천(栗谷川)에서 따온 것이다. 율곡천은 농소면에서 율곡동을 지나 남면 초곡리에서 낙동강의 주요 지류 중 하나인 감천에 합쳐진다.

## 법정동
- 율곡동

## 주요 공공기관
- 한국도로공사
- 한국전력기술
- 한국건설관리공사
- TS 한국교통안전공단
- 대한법률구조공단
- 한국법무보호복지공단
- 조달청 품질관리단
- 국립농산물 품질관리원
- 농림축산검역본부
- 우정사업조달센터
- 기상청 기상통신소
- 국립종자원
- 김천경찰서
- 김천소방서 (2022~2024년 중 이전 예정)

## 주요 시설
- KTX 김천(구미)역
- 안산공원
- 김천녹색미래과학관
- 김천유아숲체험원

## 교육 시설
- 율곡초등학교
- 운곡초등학교
- 농소초등학교
- 율곡중학교
- 운남중학교
- 율곡고등학교
- 김천중앙고등학교